# Madame Renaud
Ana Renaud Muntané, coneguda com a Madame Renaud (Carme, 16 de juliol de 1868 – Barcelona, 30 de març de 1961) va ser una modista de l'alta burgesia i noblesa de la Barcelona del fin de siècle. Era una de les figures més representatives de la moda barcelonina, juntament amb Maria Molist i les germanes María i Carolina Montagne.

## Biografia
Ana Renaud Muntané va néixer a Carme (Anoia), el 1868, i va morir a Barcelona el 1961. Es va traslladar a Barcelona amb vint anys, després de la mort del seu pare, que havia estat propietari de molins paperers i segurament era d'origen francès.
Un cop a Barcelona es va casar amb Victor Miró i Guasch, amb qui va tenir dos fills: Ramon i Josefina. Durant els primers anys va fer servir el cognom del seu marit, sent coneguda com a Anita Miró. Posteriorment fundarien l'empresa Renaud i Cia., fent servir el francès per donar-se prestigi, fins que al 25 de juny del 1931 Victor moriria a Barcelona.
A Barcelona, Madame Renaud va ser una de les modistes que va seguir més de prop l'evolució de la moda parisenca imposada per Poiret. Viatjava molt a París, on comprava glacilles –models per a inspirar-se– i teixits per a les seves creacions.
Va muntar un atelier al carrer de Ferran i ja el 1888 va rebre l'encàrrec de fer el vestit de la dona de l'alcalde de Barcelona per a la inauguració de l'Exposició Universal (1888), la qual cosa la va donar a conèixer entre l'alta burgesia i la noblesa catalana. Gràcies a aquest fet es reconeixeria el seu treball, fins i tot va arribar a fer alguns vestits per a la reina Victòria Eugènia de Battenberg i per a la marquesa de Marianao.
Amb el nom d'Anita Miró es va establir al carrer de Fontanella, núm. 8, fins a l'any 1907. L'any següent va crear la seva empresa de moda, Renaud i Cia, i es va instal·lar al carrer de Pau Clarís, número 10, pis principal, fins al 1914. Des del 1915 fins al 1925, aproximadament, l'empresa es va ubicar a la Rambla de Catalunya núm. 20., Finalment, es va establir al núm. 101 del Passeig de Gràcia, on tenia els dos pisos principals: un per al taller i lloc d'exposició i l'altre per a l'habitatge propi, on viuria fins a la seva mort.
En els seus moments àlgids, Renaud va arribar a tenir fins a vuitanta treballadores al taller, i fins i tot s'anunciaven ofertes de treball per al seu taller a La Vanguardia. Un exemple de la seva popularitat i el seu èxit en el negoci va ser el préstec, com diu l'article “de las casas más prestigiosas de Barcelona”, d'alguns dels seus vestits per a la festa d'estrena de la pel·lícula titulada Deseo, dels productors Paramount i directors Ernst Lubitsch i Frank Borzage, i protagonitzada per Marlene Dietrich. “Modas Badia y Modas Renaud presentarán una completa y exquisita exhibición de modelos de primavera”; aquestes dues grans cases de modistes, entre d'altres, van proporcionar un toc d'elegància a la festa.

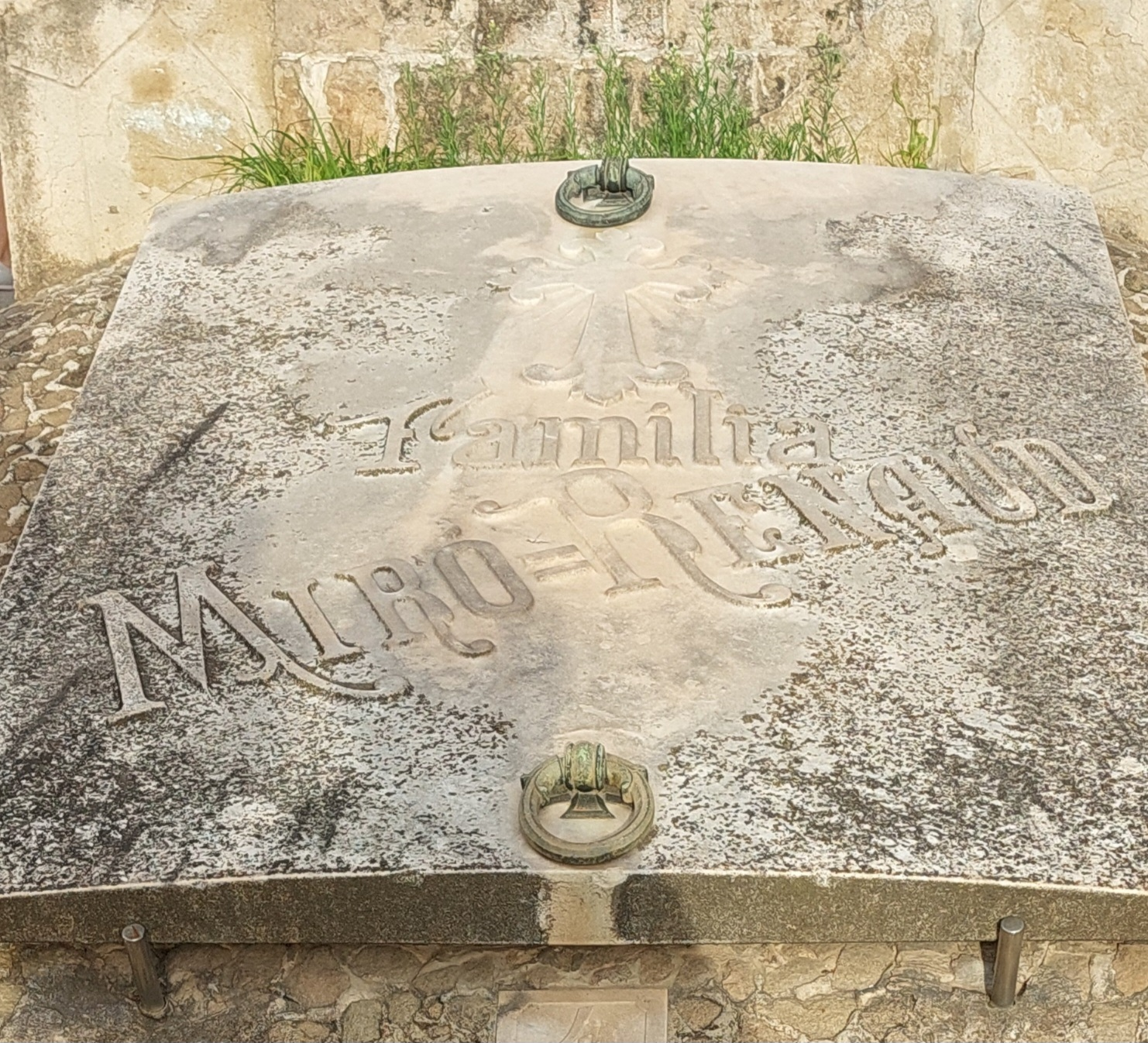
Sepultura de Madame Renaud al Cementiri de Les Corts, a Barcelona

Aquest moment de plenitud, però, es va veure interromput amb l'arribada de la Guerra Civil Espanyola, ja que li van col·lectivitzar el taller. Això no obstant, en la postguerra va tornar a establir-se al mateix lloc i va continuar treballant per a l'alta burgesia barcelonina.
Va tenir alguna relació amb la casa Santa Eulàlia i amb el modista Pedro Rodríguez, així com amb els barretaires Martí i Martí, amb els quals va col·laborar sovint. Als anys cinquanta va desmuntar el taller, malgrat que va continuar treballant en petits encàrrecs puntuals fins a la seva mort.

## Context
A finals del segle xix la confecció del vestit a Barcelona era majoritàriament de producció domèstica, tot i que en alguns casos es realitzava en tallers. Es duia a terme paral·lelament a la producció industrial, que es trobava en aquell moment en ple desenvolupament gràcies les innovacions tècniques i l'augment de la demanda. Aquesta va permetre que sorgís el sector de roba confeccionada en sèrie, que permetia ser adquirida per classes més modestes i que, a la vegada, afavoria que es reafirmés la producció d'una indumentària de luxe, exclusiva per a les classes adinerades.
Si el modernisme va ser el corrent artístic que va donar resposta a les necessitats d'una burgesia incipient que buscava art i luxe en totes les dimensions de la vida quotidiana, és lògic suposar que probablement aquest ideal també tingués la seva representació en la moda.
En el vestit femení es van donar tots els canvis de gust i de moda possibles, buscant noves solucions, no només pel que fa a la forma, teixit i colors sinó també pel que fa a la seva estructura. Des d'un rol passiu, i més per reflex que no pas per pròpia projecció, la dona ha tingut el deure i el rol històric d'expressar el gust i la moral de l'època a través de la seva indumentària, de manera que la imatge femenina era construïda bàsicament a través del vestit, confeccionat per modistes. Per tant, en ells s'hi concentrava un alt grau de significat, a més de ser testimoni de la trajectòria professional d'un col·lectiu de dones que, tot i que durant molt de temps van ser invisibles, a poc a poc van anar adquirint el seu reconeixement com a productores independents.
La moda s'havia tornat imprescindible, en part gràcies a la proliferació de revistes femenines, tant catalanes com estrangeres. Les modistes catalanes copiaven els models proposats per l'alta costura parisenca, que decidia els criteris d'elegància a través de les seves millors clientes i els propagava per tota la societat occidental. A Catalunya, eren ben poques les senyores que podien adquirir les seves toilettes directament dels modistes parisencs; la gran majoria escollia la roba a la botiga o al magatzem i, en base d'això, es demanava la confecció del vestit a la modista o bé se’l tallava i confeccionava ella mateixa segons patrons extrets de revistes. A Catalunya i concretament a Barcelona, les revistes més destacades que es van editar van ser:

- El salón de la Moda (Montaner y Simón Editores), publicació quinzenal; s'anuncia com a indispensable per a les famílies, està il·lustrada amb gravats i figurins de les modes de París. A més d'indumentària, presenta labors florals de fantasia amb dibuixos florals modernistes, que anomenen art nouveau.
- La Guirnalda y La Bordadora (Impremta de la Casa Provincial de la Caridad), iniciada el 1867. S'anunciava com a diari de dibuixos per a brodats i altres tasques de dona i tenia com a segones edicions El Bordado Infantil, El Bordado Económico, El Bordado Español i El Arte en los Encajes.

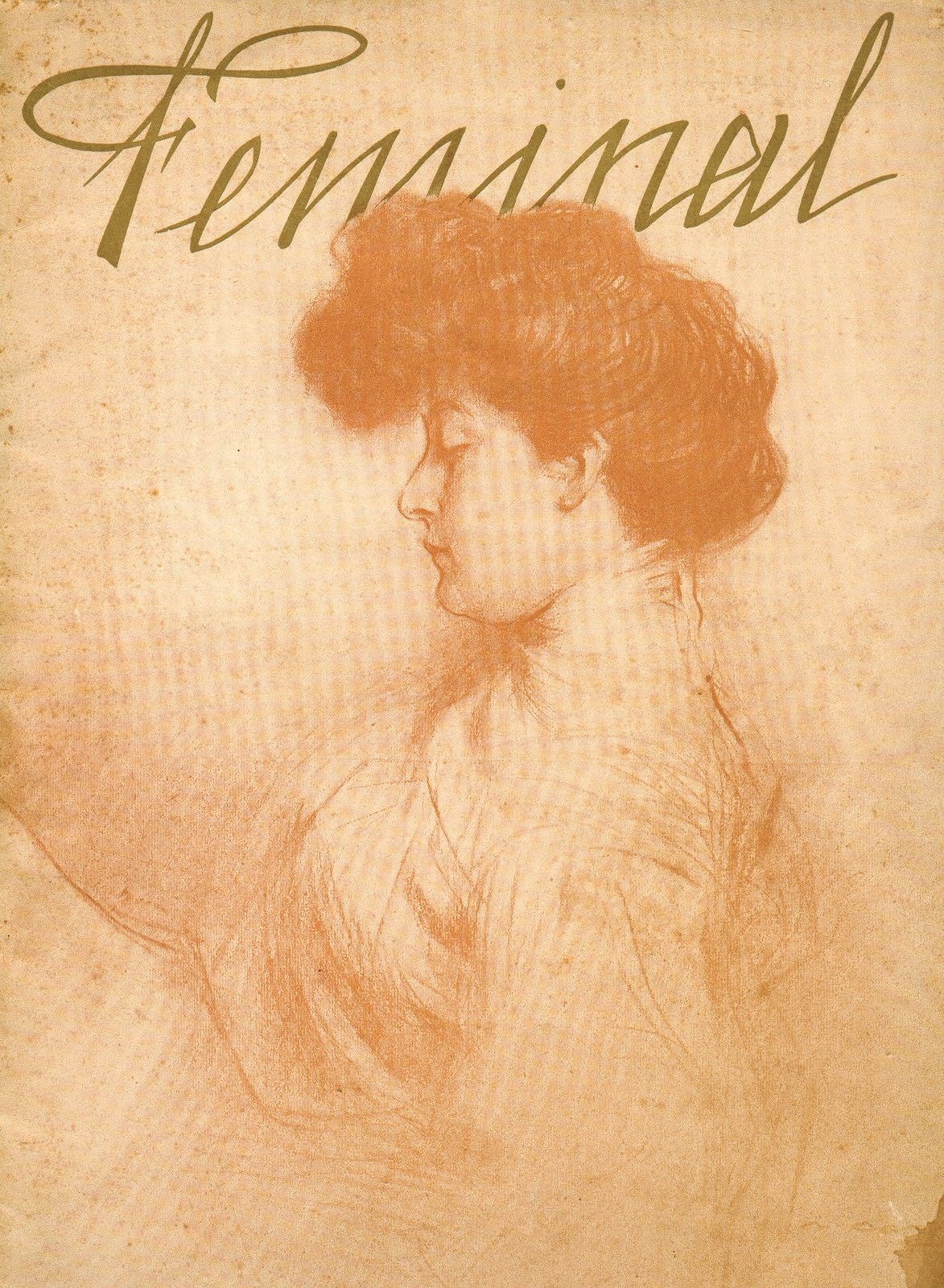
Portada núm.1 de la revista Feminal

- El Eco de la Moda: (a partir de 1899) era una edició espanyola de Le Pétit Écho de la Mode de París, que publicava vestits i labors de senyora.
- Feminal: era un suplement mensual de temàtica femenina que es va incloure a partir de 1907 a la revista La Ilustració Catalana.
Les modistes que s'ho podien permetre viatjaven a la capital francesa per poder veure de prop els models i poder adquirir revistes i teixits; anunciaven aleshores a la premsa les seves estades a París per mostrar cert prestigi i, així, guanyar fama. D'aquesta manera, tot i haver estat fins aleshores unes figures invisibles, van arribar a comptar amb noms amb gran reconeixement cap a la dècada dels noranta de finals del segle xix. Algunes d'aquestes modistes reconegudes pel públic barceloní serien Maria i Carolina Montagne, Maria Molist o algunes modistes amb nom francès establertes a Barcelona, com Madame Lebrun o Madame Renaud. Aquest fet es traduí en la creació de les etiquetes, amb les quals les modistes deixaven constància del seu nom a les seves obres.

## Obra

### Estil barceloní
L'estil del teixit de finals del segle xix no estava gens marcat sinó que semblava ambigu i moltes a vegades barrejava estils i formes diferents. Des de la segona meitat del segle xix, l'estil barceloní, tot i basar-se en el gust francés, sembla que es va allunyar de la línia sinuosa del coup de fuet que havia pres durant molt de temps el control de les formes a tot Europa. En canvi, a Barcelona va anar apareixent a poc a poc, la prevalència de les formes geomètriques vieneses. Aquest nou estil vienès incorporava elements racionals que van anar apoderant-se del gust català. El Noucentisme també va deixar la seva empremta a l'esfera tèxtil, i l'estil de les fàbriques començà a apropar-se a l'Art Deco, arreplegant les idees d'estil i bon gust amb la funció.
Durant el període modernista la moda femenina buscava elegància i refinament però també modernitat i alhora aparença. Si durant el segle xix la dona encara portava grans vestimentes i de formes exagerades, a partir de l'última dècada del segle la indumentària tendia a la simplificació. La dona s'implicava en moltes activitats socials, entre les quals es troben els esports, i per tant, les formes s'havien d'adaptar a la nova vida. A Catalunya, igual que a la resta de la península, es va seguir en aquest moment la moda dictada des de París, que exigia tenir una toilette per a cada ocasió- matinée, vestit de passeig, de visita, de recepció, de tarda, de viatge, per a cerimònia, ball, òpera, esport...-, vestits de teles suaus i lleugeres, però alhora recarregats d'ornamentació i acompanyats d'accessoris indispensables per a una dona elegant.
Així cap al 1908 l'abstracció i simplificació de la forma ja estava present en la moda femenina. La figura femenina era representada cada cop més prima i juvenil arribant a imposar-se la forma oberta fins al 1910, quan l'exotisme i el contrast de colors arribà a Catalunya des d'Europa. A partir d'aleshores la roba de les dones es començarà a assemblar als vestits de les odalisques, i es començaran a vestir amb roba de luxe, per mitjà de teixits suaus que creen jocs de transparència i llum. Els turbants i els barrets amb plomes es posarien de moda i s'estableix l'estil de Paul Poiret, que s'allunya dels corsés, donant a la dona més llibertat de moviment, i dels vestits rectes amb cintures altes a l'estil Directori. Aquesta alliberació es va veure contrarestada posteriorment per la seva faldilla de tub llarga, que feia difícil caminar.
Els vestits que es crearen entre 1910 i 1912 al taller de Barcelona de Madame Renaud són un clar exemple de la moda de París i Viena, que gradualment va anar expandint-se entre les dones de l'alta societat catalana.

### Estil propi
L'estil de Madame Renaud estava molt influenciat per la moda parisenca, que dominava principalment Paul Poiret, la qual es reflectia a la moda de Barcelona. En els seus vestits observem unes característiques comunes com una cintura estreta, a l'interior de la qual duia l'etiqueta amb el nom de l'empresa, unes mànigues inflades en un inici que es reduïen després i una faldilla que s'eixamplava per la part de baix i que, sovint, acabava en cua fins i tot en els vestits de dia. 

A més, utilitzava teixits suaus, lleugers i vaporosos com la seda, el tul i setí. Sovint acompanyava els seus vestits amb ornamentacions de brodats que podien ser florals, com a influència del modernisme, o bé de joies incrustades que proporcionaven personalitat al seu estil.

### Catàleg d'obra
| Vestits | Descripció |
| --- | --- |
| Vestit de núvia, any 1913. Atribuït a Mme. Renaud, Barcelona.                                                                             | El cos femení, envoltat de línies mòrbides, sinuoses i asimètriques, evoca una dona sensual. Refusa la cotilla, però encara duu barnilles al cos que li donen certa rigidesa, marcant una cintura estreta que pronuncia els ronyons en una forma de S allargada. Les mànigues, molt inflades en un inici, lentament es van ajustant al cos mentre que la faldilla va guanyant amplada per baix, agafant forma acampanada, amb certa cua, element que faria servir fins i tot en els vestits de dia. És datat de l'anomenada Belle époque, clarament influenciada per l'Art Nouveau. |
| Donació al museu tèxtil d'Anna Galí Freixa. Organdí de seda, setí de seda; blonda metàl·lica, penjolls de fusta folrats de seda i metall. | Vestit d'una sola peça de seda color cru. Cos d'organdí de seda folrat de raió (cosit posteriorment a la data de confecció) unit per la cintura a una faldilla estreta de setí de seda. Des de les espatlles fins arran de turmells porta una túnica oberta als laterals de tul mecànic brodat amb petita granadura amb aplicacions de blonda metàl·lica fent decoració floral. Alhora porta uns penjolls de fusta folrats de seda a sota el pit i a la part inferior de la túnica, i sobre el ventre, decoració metàl·lica entorxada en cordó de cotó. La línia de l'escot és recta, però queda difosa per la túnica, que té el coll rodó. Set barnilles al cos, molt fines, ajuden a subjectar el pes de la decoració. A la cinturilla de l'interior du el nom de la modista teixit en jacquard. Estil imperi: túnica de cintura alta que ja no porta el coll alt, en alguns casos fins i tot oberta per un costat, mostra la cama fins a sota el genoll. Es treballa amb teixits suaus, lleugers i vaporosos. |
| Vestit d'estil Paul Poiret, tipus túnica recta.                                                                                           | Cos amb voile de seda de color beix i un altre de sobreposat de color negre. Coll alt amb set barnilles metàl·liques folrades amb fil de seda cru. La punta que surt del coll es deixa entreveure fins a l'alçada del pit. El voile negre està brodat amb boles i fil metàl·lic i a la cintura i als punys du una aplicació de vellut de seda granat i negre amb brodat també metàl·lic. Una capeta de tul negre irregular amb dibuix de cordonet, aplicada arran del coll, cobreix les espatlles. El mateix tul baixa des de la cintura fins gairebé els peus del lateral esquerre. El cos es va folrar posteriorment amb un teixit de raió. Es corda per darrere amb gafets i porta dessuadors. A l'aixella du bossetes protectores per la suor. A la cinturilla hi du la marca de la modista. La faldilla és de setí de seda negra, plegada per davant, per on s'obre deixant entreveure un tul negre amb brodat de granadura metàl·lica. Al lateral dret inferior s'hi ha afegit un altre fragment de blonda negra. El darrere de la faldilla fa un recollit amb una falsa llaçada. |
| Datat entre 1910 i 1912. Centre de Documentació i Museu Tèxtil de Terrassa                                                                | Coll de tul mecànic brodat imitant gasa de Brussel·les; capellina de tul irregular; faldilla amb filigrana irregular amb fons de tul i dibuix de cordonet, i fons de trena falsa mecànica. Tul brodat amb granadura metàl·lica. Vestit de línia Poiret, tipus túnica recta. Cos amb voile de seda de color beix i un altre de sobreposat de color negre. Coll alt amb set barnilles metàl·liques folrades amb fil de seda cru. La punta que surt del coll es deixa entreveure fins a l'alçada del pit. El voile negre està brodat amb boles i fil metàl·lic i a la cintura i als punys du una aplicació de vellut de seda granat i negre amb brodat també metàl·lic. Una capeta de tul negre irregular amb dibuix de cordonet, aplicada arran del coll, cobreix les espatlles. El mateix tul baixa des de la cintura fins gairebé els peus pel lateral esquerre. El cos es va folrar posteriorment amb un teixit de raió. Es corda per darrere amb gafets i porta dessuadors. A l'aixella hi du bossetes protectores per la suor. A la cinturilla hi du la marca de la modista. La faldilla és de setí de seda negra plegada per davant, per on s'obre deixant entreveure un tul negre amb brodat de granadura metàl·lica. Al lateral dret inferior s'hi ha afegit un altre fragment de blonda negra. El darrere de la faldilla fa un recollit amb una falsa llançada. |
| Vestit confeccionat principalment en setí de seda de color gris verdós molt clar                                                          | Vestit confeccionat principalment en setí de seda de color gris verdós molt clar. Gran part del cos és de gasa de seda de color natural, amb canesú de setí i escot cobert amb tul. El canesú té tres botons de fil al centre del davant, on hi ha una falsa obertura. Darrere hi ha obertura central que es corda amb gafets i que continua per la cintura fins al costat esquerre i baixa seguint la costura de la faldilla. El cos de gasa es recull en plecs a la cintura, d'on surt la faldilla confeccionada en setí i que també té canesú al davant i als laterals. El centre del darrere el forma una peça sencera, sense canesú. La resta de la faldilla baixa recta i té una obertura falsa al costat esquerre, decorada de dalt a baix amb botons folrats i bagues del mateix teixit. Les mànigues són de gasa, com el cos, amb llargada 3/4 i puny. No estan folrades i es troben molt deteriorades. L'interior del cos està folrat amb sarja de seda del mateix color que la gasa, des del canesú fins a la cintura, on hi ha una cinta que la cenyeix amb la inscripció de la modista: “Renaud & Cie. Barcelona”. Aquest folre està treballat a mà, molt finament, i té peces a les aixelles per absorbir la suor. La faldilla no té cap folre. |
| Vestit de dues peces | Seda, setí de 8 i vellut tallat al sabre, a mà. Blonda metàl·lica. Folre setí de seda. Teixit en teler de doble amplada. El vellut de color blau en un lateral es va treballar mentre que en la resta de la peça es teixia el setí (de color morat). Està confeccionat amb tres peces de teixit, dues davant i una darrera. El coll és rodó i té dues grans solapes al davant, de vellut de seda tallat al sabre, de color de crema, decorades amb blonda metàl·lica aplicada al damunt que arriba fins al baix de l'abric. Les mànigues són rectes i també acaben amb un remat de blonda metàl·lica. L'abric es tanca per davant amb un botó de grans dimensions i un cordó de la mateixa seda morada fent una decoració de fantasia. Folrat amb un teixit de cotó i a sobre un setí de seda de color d'ivori. Porta l'etiqueta de la modista darrere el coll. La línia recta, el sistema de cordat i la decoració geomètrica li donen un aire molt orientalitzant. |